# Grotte de la Salamandre
La grotte de la Salamandre est une cavité naturelle située dans le département du Gard. À l'origine, il s'agit d'un aven connu des bûcherons et chasseurs, bien avant d'être exploré pour la première fois en 1965. Le puits naturel, d'environ 50 mètres de profondeur, débouche au plafond d'une salle aux dimensions remarquables (120 mètres de longueur, 80 mètres de largeur, 15 à 35 mètres de hauteur). Cette salle se distingue par la profusion, la taille et la diversité de ses concrétions de calcite.
En 2009, deux spéléologues eurent l'idée de faire découvrir cette cavité hors norme. C'est après deux ans d'études et le percement de deux tunnels de 70 mètres chacun, que naissait la grotte touristique de la Salamandre, accessible à tous, hors période hivernale.
À l'extérieur, des bâtiments d’accueil ont été construits en respectant l’environnement très protégé dans lequel s'ouvre la grotte. À l'intérieur de la cavité, un système d'éclairage innovant met en scène l'œuvre de la nature tout en respectant ses contraintes climatiques.

## Contexte géographique
La grotte de la Salamandre est située en France, dans la région Occitanie, département du Gard, sur la commune de Saint-Privat-de-Champclos dont elle est séparée par les sauvages gorges de la Cèze. Elle n’est de ce fait accessible que par le village de Méjannes-le-Clap, et se trouve à mi-chemin entre le pont du Gard et la grotte Chauvet 2.

## Contexte géologique
Le plateau de Méjannes-le-Clap est un massif de calcaires récifaux datant du Crétacé inférieur, formé sous climat chaud et humide. Il est le résultat de l’accumulation au fond des mers d’organismes dont les coquillages et squelettes se sont déposés au fil des millénaires, se minéralisant principalement sous forme de carbonate de calcium (CaCO3). La grotte de la Salamandre se développe dans le Barrémien supérieur, à faciès urgonien (129-126 Ma). Il suffit d’examiner les coupes fraîches obtenues lors du creusement des tunnels, pour distinguer très nettement les fossiles de rudistes, bivalves caractéristiques de cette période.
Plus tard, durant l’Éocène, la roche sédimentaire se fissure, soumise aux compressions et distensions successives engendrées par la formation des Alpes et des Pyrénées. Les eaux de pluie peuvent alors s'infiltrer dans le calcaire et ainsi amorcer un processus hydrochimique et hydrologique de formation du karst et de creusement de cavités. Le réseau hydrographique actuel se développe à partir du Miocène (23 à 5,3 Ma). À la fin de cette période, le rétrécissement du détroit de Gibraltar engendre la crise de salinité messinienne (5,9 à 5,33 Ma) durant laquelle la mer Méditerranée, plus suffisamment alimentée par l’océan Atlantique, voit son niveau descendre de 1500 à 2500 mètres. Cet assèchement a des conséquences directes sur l’enfoncement des rivières dans le plateau calcaire et la formation des canyons sur le pourtour du bassin méditerranéen.
Pendant ce temps, le réseau souterrain de la grotte de la Salamandre se développe, tout d’abord en régime noyé, comme l'attestent ses chenaux de voûte et coupoles au plafond de la grotte. Puis, lorsque le niveau de base déterminé par la Cèze – celui de la nappe phréatique karstique – s'enfonce, la cavité se retrouve « hors d’eau » et son creusement hydrochimique s’arrête. Pour autant, son volume actuel n’est atteint qu’après la lente descente du sol détritique à la faveur du travail de sous-minage de la nappe phréatique.
Peut-alors commencer la phase de minéralisation secondaire : les eaux de pluie  s’acidifient en se chargeant de dioxyde de carbone ; celui contenu dans l’atmosphère, mais surtout de celui des couches superficielles du sol, riche en matières organiques. Cette acidité lui permet de dissoudre le calcaire suivant le processus résumé comme suit :
CaCO3 + H2O + CO2 → Ca++ + 2 HCO3−
Cette eau chargée poursuit alors son chemin au travers des fissures qu’elle élargit de manière infime tant que son acidité n’est pas neutralisée et qu’elle n’est pas saturée. Au contact d’un vide (comme à l’arrivée au plafond d’une grotte), le dégazage de CO2 provoqué par la dépression à l’arrivée dans l’air engendre la réaction inverse suivante :
Ca ++ + 2 HCO3− → CaCO3 + H2O + CO2
C’est cette réaction qui construit les spéléothèmes, nom générique qui rassemble les diverses concrétions des grottes (stalactites, stalagmites, draperies, excentriques, etc.). Le carbonate de calcium  (ré)généré cristallise, le plus fréquemment sous forme de calcite et plus rarement, sous forme d’aragonite.

Des prélèvements effectués sur des stalagmites de la grotte de la Salamandre ont été analysés pour en déterminer l’âge. Les résultats obtenus par les datations situent le début de la formation des stalagmites pendant le Pléistocène Moyen, à environ 500 000 ans pour simplifier. La plupart d’entre elles sont encore en formation, même si l’on constate que leur croissance a brutalement ralenti depuis environ un millier d’années,,. Daniel Lelièvre propose l’hypothèse de la déforestation qui a précédé l'apparition de la végétation de garrigue. En effet, la disparition des sols entraîne une modification de la vitesse des écoulements, à travers l'épikarst, qui alimentent le concrétionnement. Depuis plus de 1000 ans, l’exploitation du bois comme combustible a entraîné la substitution du chêne blanc à feuillage caduc au profit du chêne vert, à feuillage persistant. La couche d’humus au pied de ces arbres a quasiment disparu, contrastant avec l’épaisse couverture de feuilles en décomposition que l’on rencontre dans les forêts de chênes blancs.

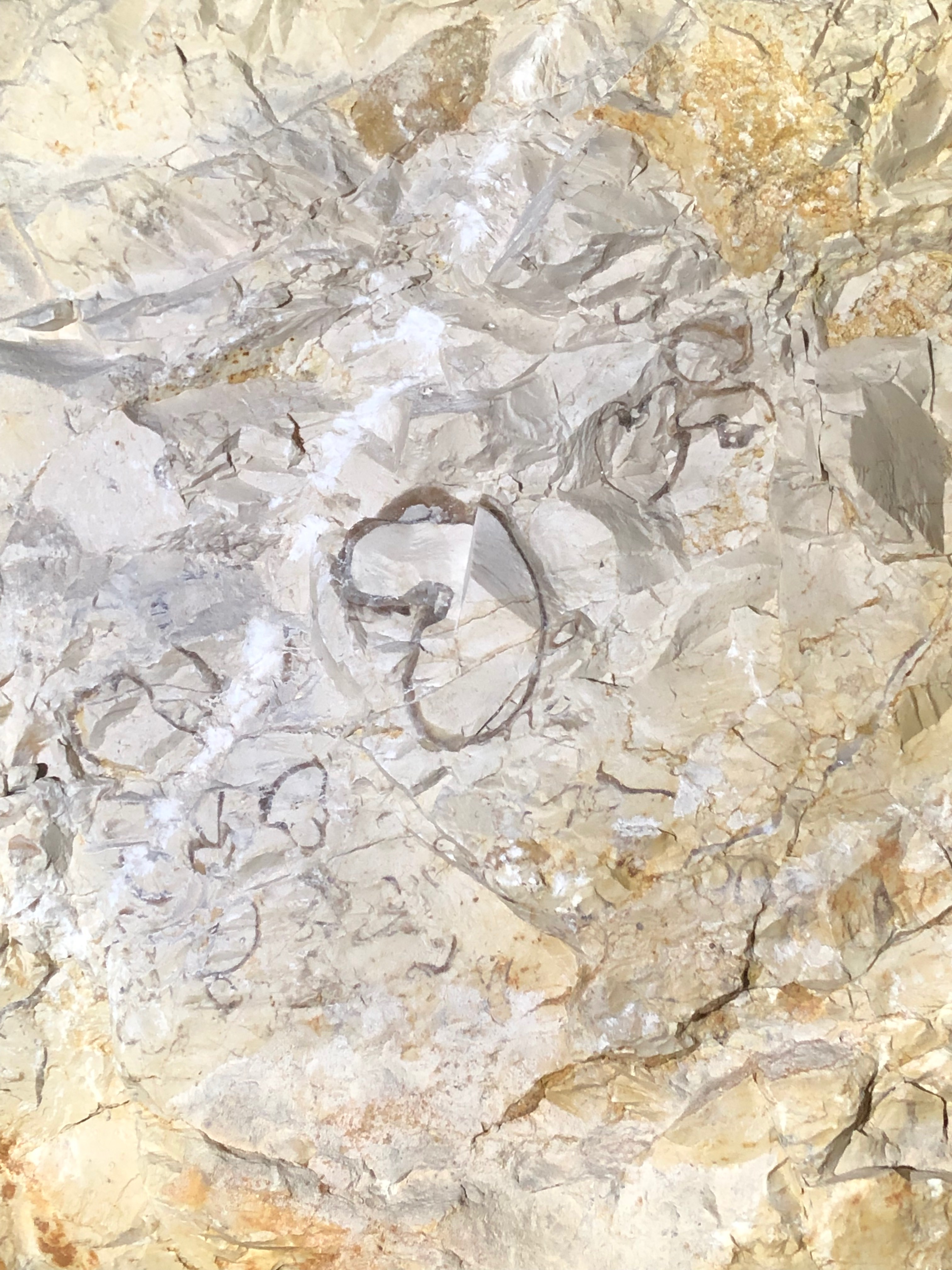
Rudistes du calcaire de la grotte de la Salamandre.
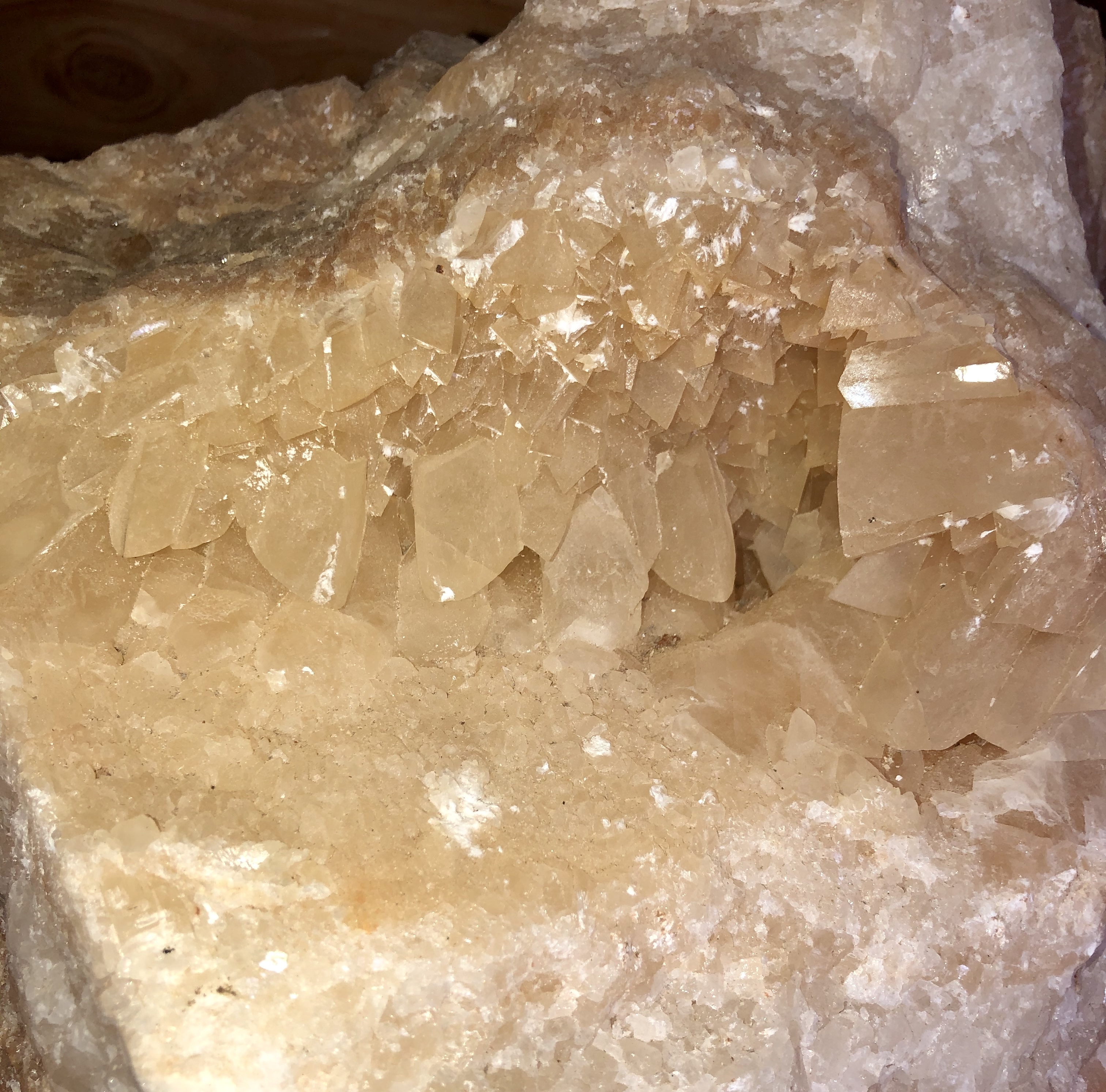
Calcite dans la grotte de la Salamandre.

## Histoire de la découverte

### Origine du nom
Exploré en 1965, l’aven de la Salamandre doit son nom à cet amphibien trouvé en bas du puits par les spéléologues lors de la première exploration. Localement, le terme aven désigne un puits naturel qui s'ouvre sur des plateaux karstiques. Dans d'autres régions, ces puits ou gouffres ont des appellations plus locales : igues, scialets, chourums,...
Le terme grotte désigne plutôt une ouverture horizontale, par opposition à l'aven dont l'ouverture est verticale. Depuis l'ouverture au public de la cavité, l'appellation commerciale grotte s'est imposée et le nom générique aven ne désigne plus que l'entrée historique.

### Spéléologie
L’entrée naturelle était connue depuis longtemps, mais n’avait jamais attiré l’attention des spéléologues avant le printemps 1965. Un groupe de spéléologues d’Uzès et de Nîmes, décide alors d'explorer l'aven sur les indications d’un ingénieur des eaux et forêts. Après une descente d'une cinquantaine de mètres, ils ont la surprise de découvrir une salle démesurée, ornées de concrétions colossales. Ils passeront huit jours à explorer la cavité en compagnie des reporters de l’O.R.T.F. La presse relaie l’information durant toute l’exploration. Au premier jour de la découverte, un projet d’aménagement voit le jour, mais est rapidement délaissé du fait de sa trop grande complexité.
Les spéléologues inventeurs ayant participé à l'exploration de l'aven de la Salamandre sont Jean-Marie Miollan, Roger Vejus, Jack Bercand, Henri Bunis, Jean-Pierre Bourdillon, Jean-Louis Coste, Alain Suavet, Louis Lafaye, Robert Hugues, Maurice Repka, Claude du Marteray, Jacques Robert, Guy Nourissat et Marcel Watier.

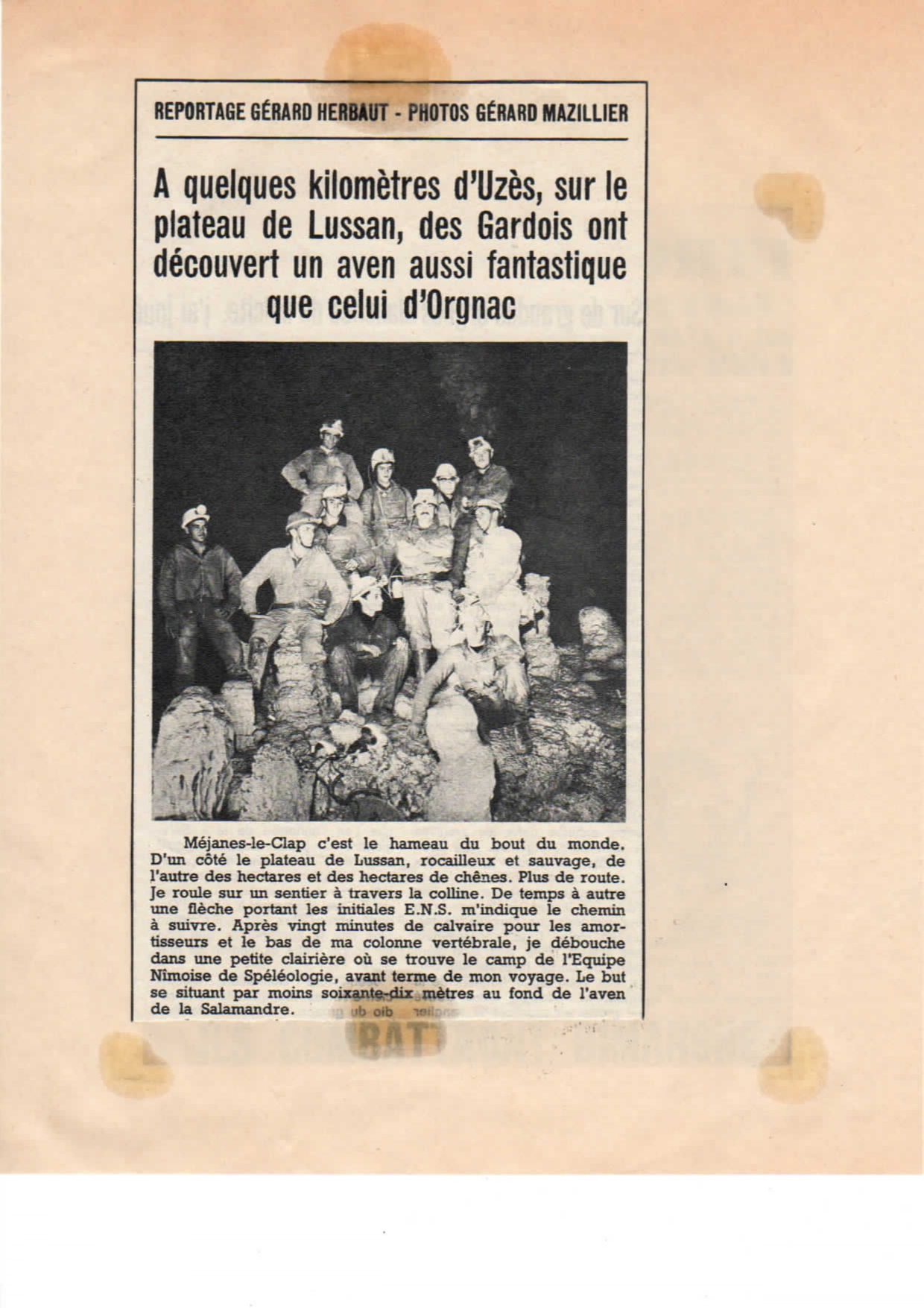
Article de presse Le Provençal - La découverte en 1965.
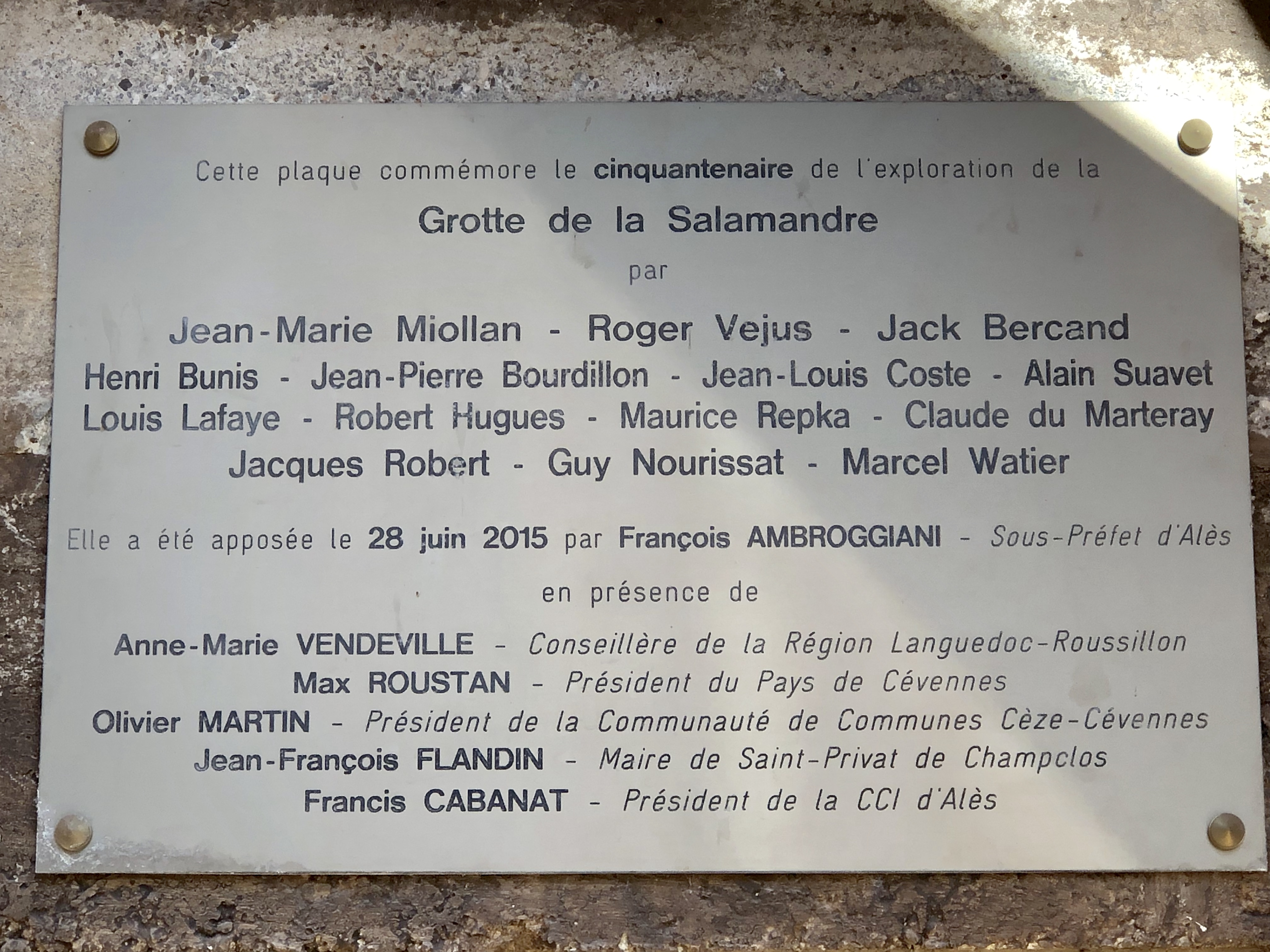
Cette plaque commémore le cinquantenaire de l'exploration de la grotte de la Salamandre.
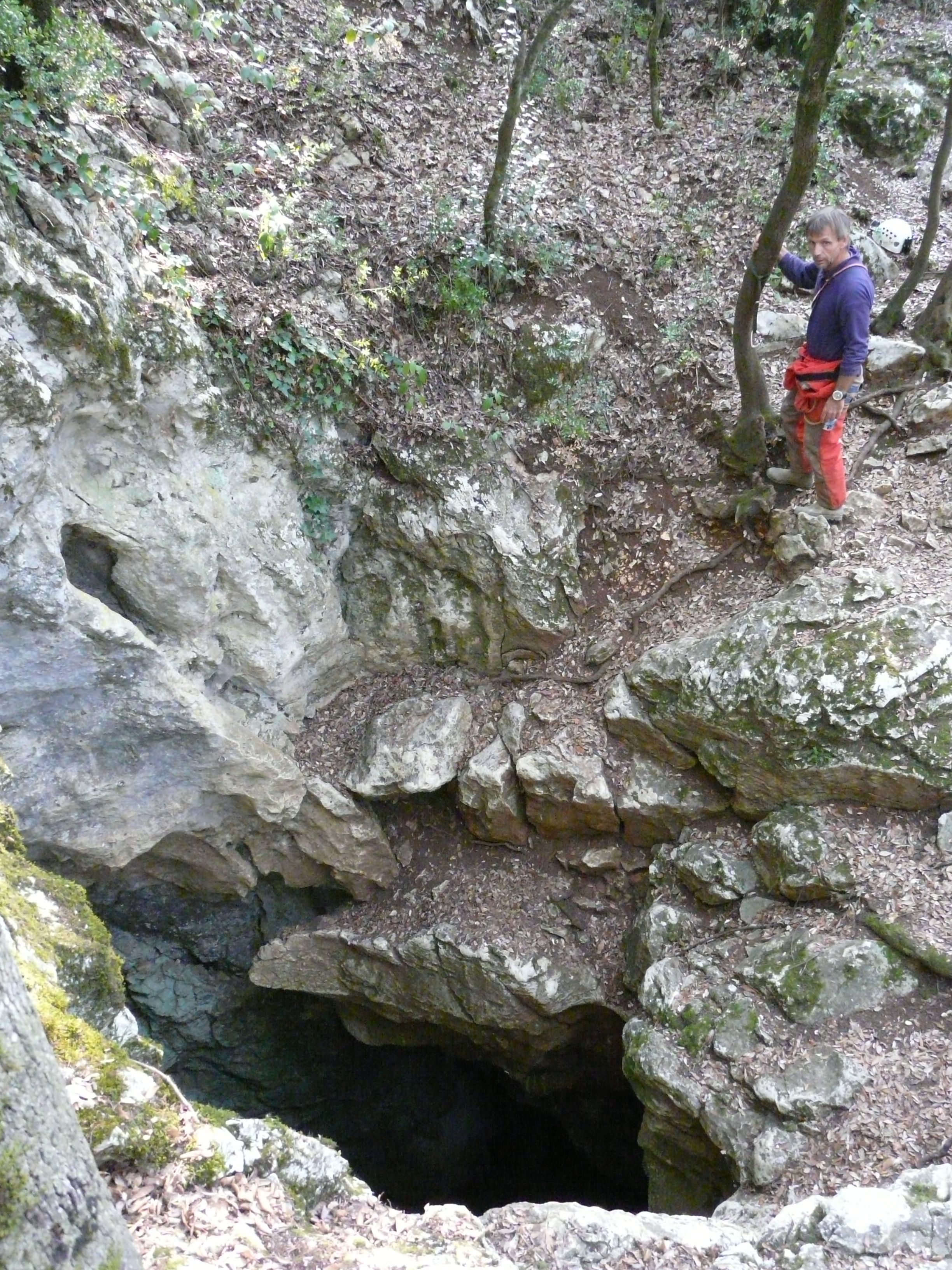
L'entrée naturelle.

## Le projet d'aménagement
En 1976, l'actuel propriétaire, passionné de spéléologie, explore l’aven de la Salamandre avec des amis. À cette époque, l'aven de la Salamandre est pour les spéléologues le grand classique du plateau de Méjannes-le-Clap. Les spéléologues utilisent alors des lampes à acétylène, dont la portée se limite à quelques mètres autour d'eux ; il est donc difficile de percevoir les volumes et les énormes concrétions qui les occupent.
En 2007, en consultant un ouvrage dédié à l'aven d'Orgnac de Pierre Minvielle, un responsable du comité départemental de spéléologie montre au futur propriétaire une photographie panoramique qui révèle l'intérêt esthétique de la cavité. C'est alors que naît le projet d'aménagement de la grotte de la Salamandre.

### Travaux
En 2009, les études de faisabilité du projet et de conception du futur site d’accueil du public commencent. En 2011, après avoir réalisé les démarches administratives indispensables, les travaux débutent. Il s'agit, entre autres, de creuser deux tunnels et permettre l’accessibilité à tous, notamment celle des personnes à mobilité réduite.
Le site est au cœur d’une zone Natura 2000 et d’un Espace naturel sensible du département. Les travaux devaient donc être réalisés sans porter atteinte à cet environnement très protégé. Le choix de l'architecte s'est porté sur Jean-François Daures, spécialiste de la construction végétale. Les aménagements extérieurs, construits en bois de forêts voisines, voient le jour au beau milieu de la garrigue,.
À l'intérieur, des cheminements sont aménagés pour offrir aux visiteurs une immersion dans l'univers des concrétions monumentales. L'ensemble est mis en scène par un éclairage innovant à base de LED dont l'impact écologique est minimal.

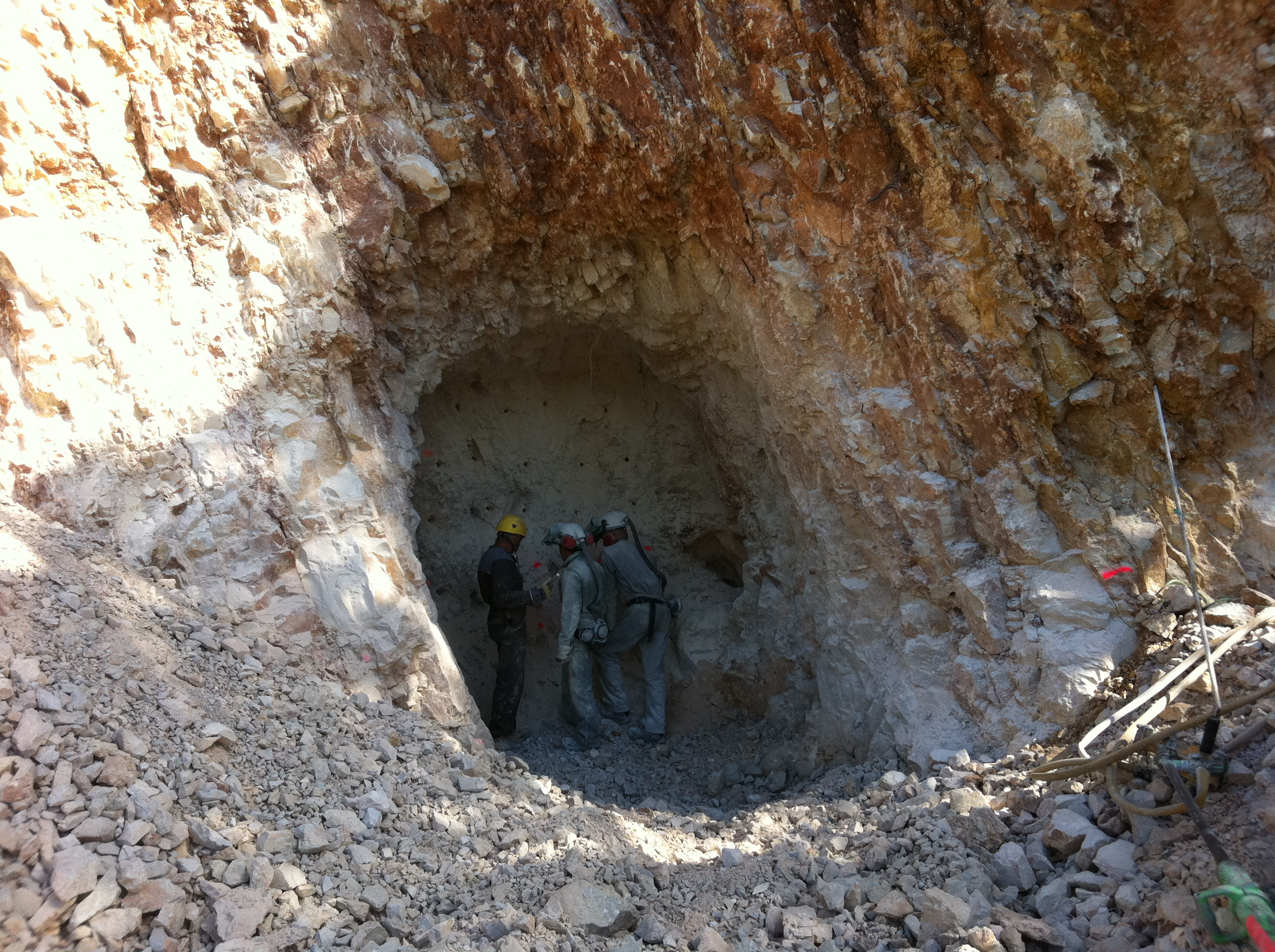
Creusement d'un tunnel.
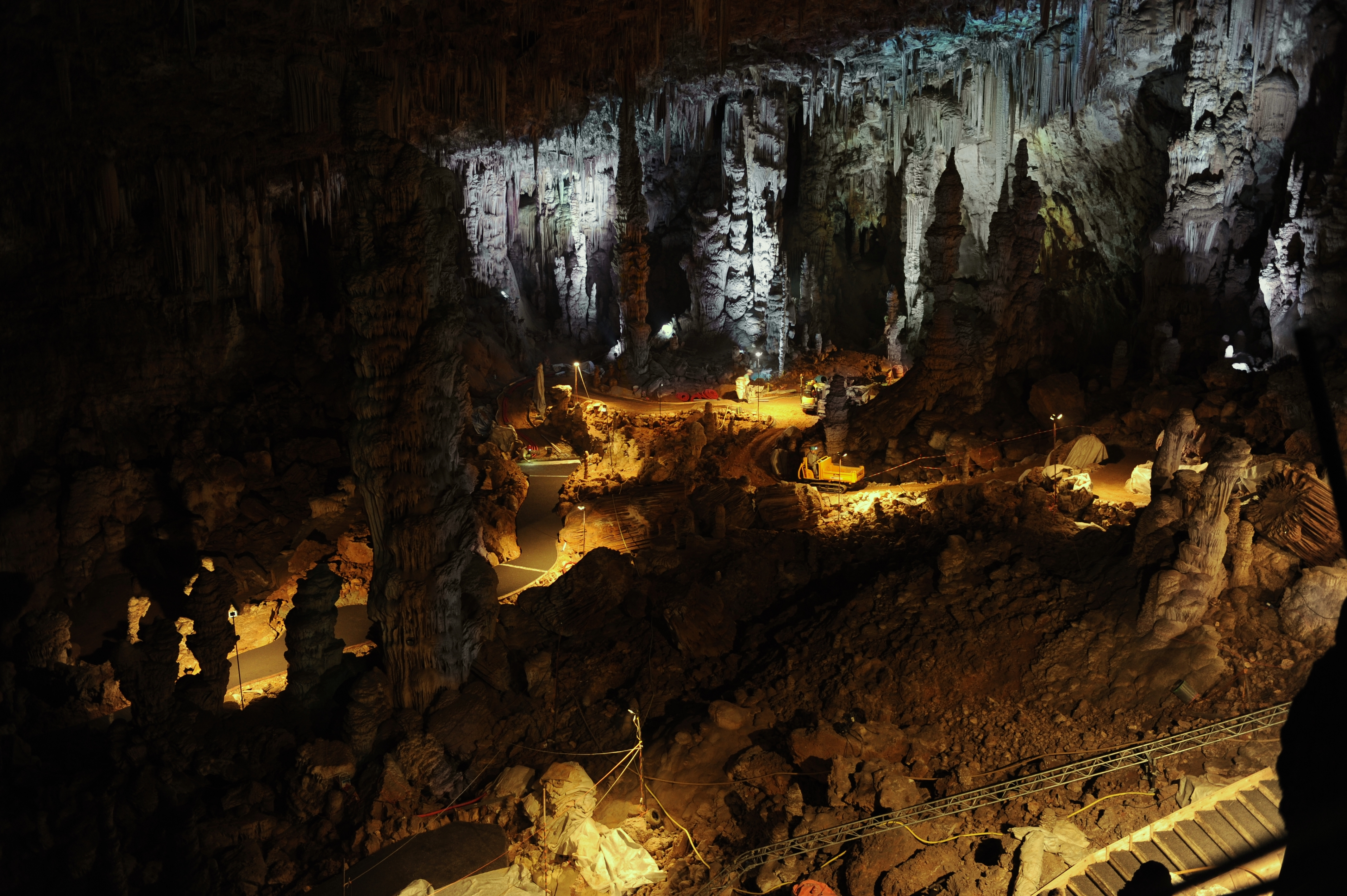
Travaux dans la grotte.
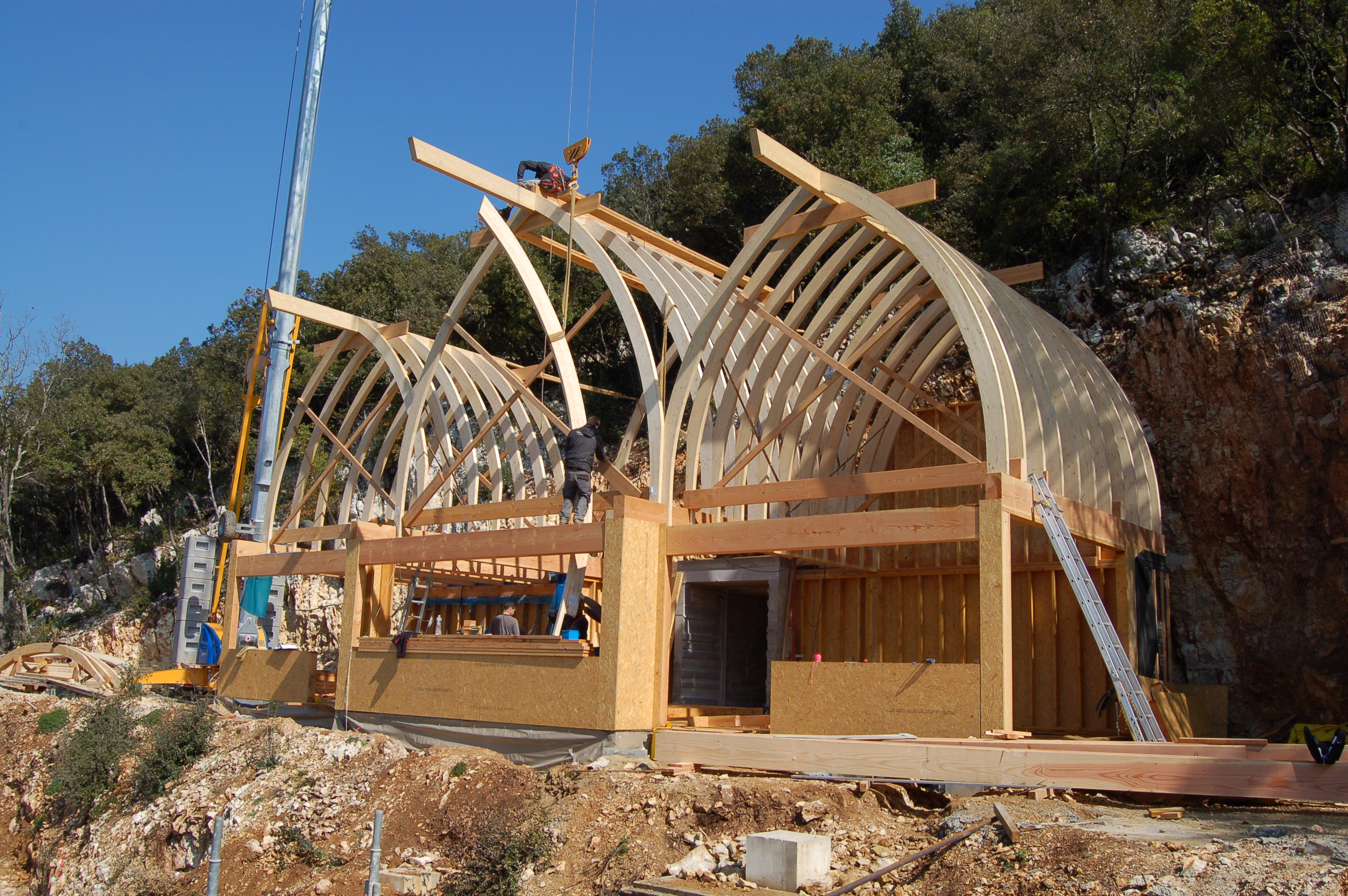
Travaux d'aménagement de la structure d'accueil.

### Ouverture au public
Au cours de l’été 2013, la grotte touristique est officiellement ouverte au public. Le 28 juin, elle est inaugurée par le préfet du Gard, Hugues Bousiges en compagnie de nombreuses personnalités et des habitants de la région.

### Médailles et récompenses
Un an après l’ouverture, le propriétaire de la grotte reçoit la Médaille d'or du tourisme. Le Guide Michelin attribue en 2016, de manière exceptionnelle et simultanée, deux étoiles à la grotte de la Salamandre honorant sa beauté ainsi que l'originalité et la qualité de son aménagement.

## Tourisme
La Grotte de la Salamandre est ouverte au public à partir de mi-mars jusqu'aux vacances de la Toussaint. Durant cette période, il est possible de découvrir la cavité par :
- la Visite Guidée,
- les "Coulisses",
- le "Grand Rappel", sur corde,
- L'Aéroplume
- le Belvédère, accessible en fauteuil roulant.

De nombreux événements ont lieu, comme des concerts tous les mardis durant les mois de juillet et août. 

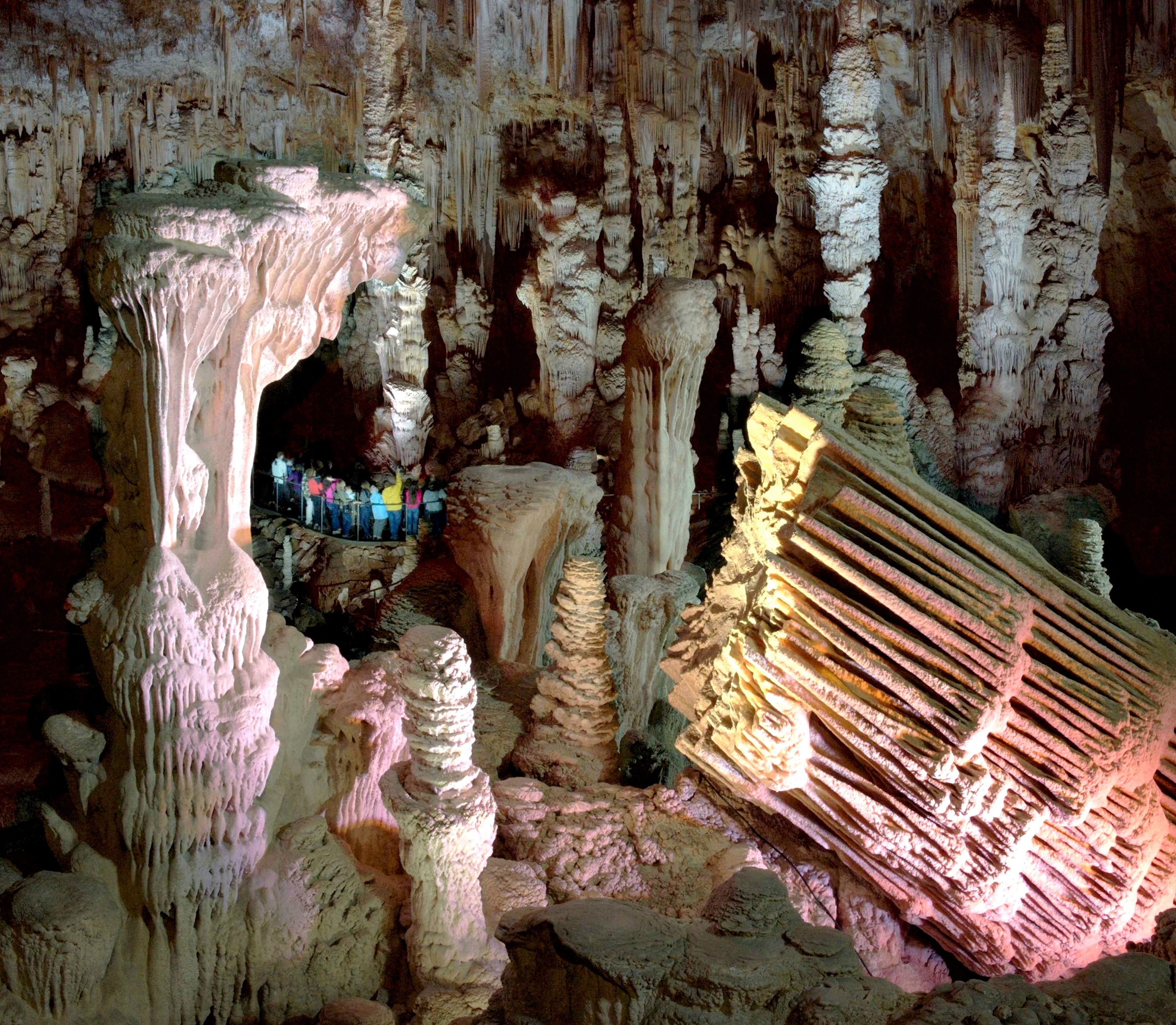
Le parcours de la visite guidée au cœur d'un énorme espace.
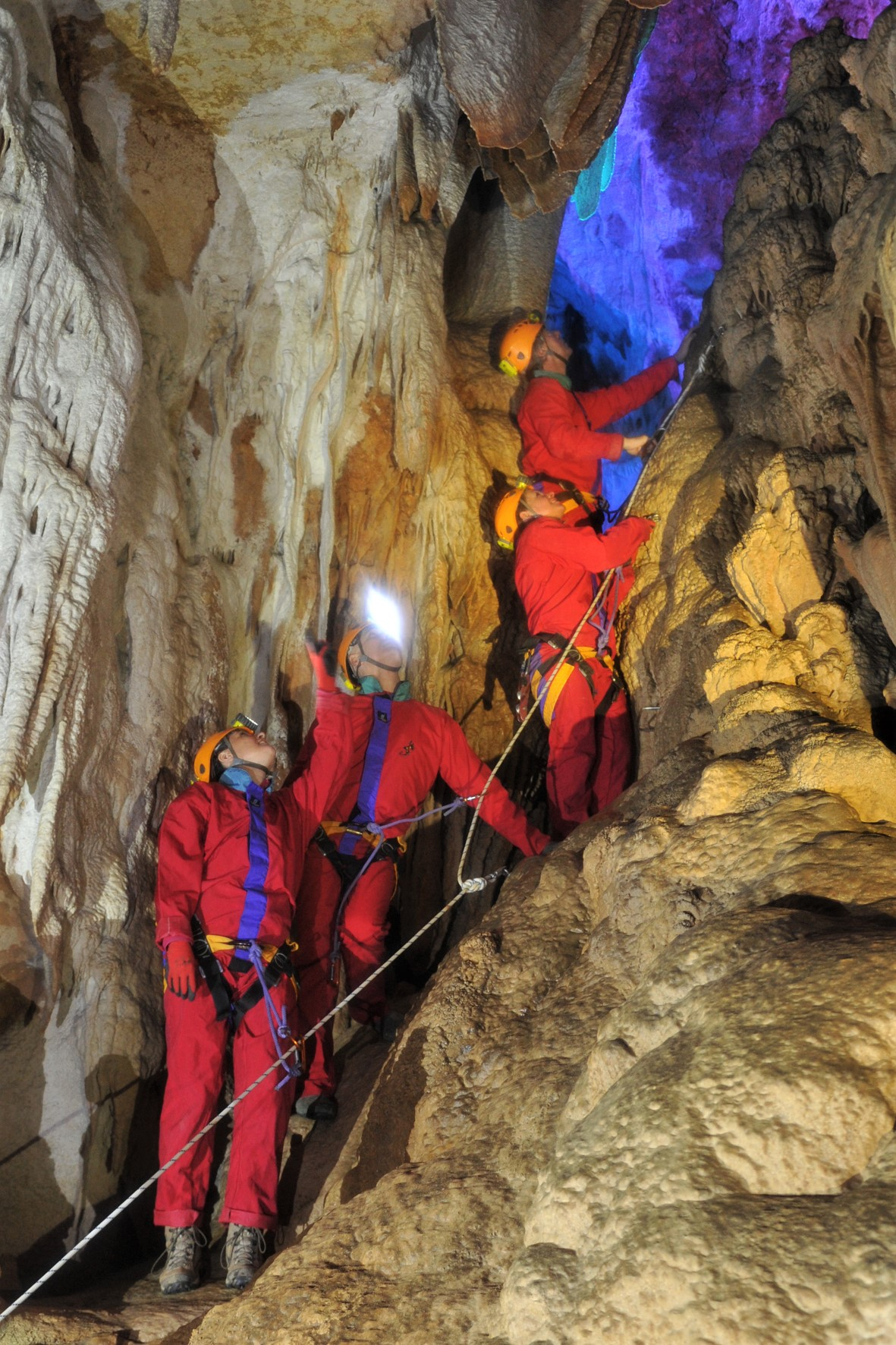
Le parcours sportif des coulisses.
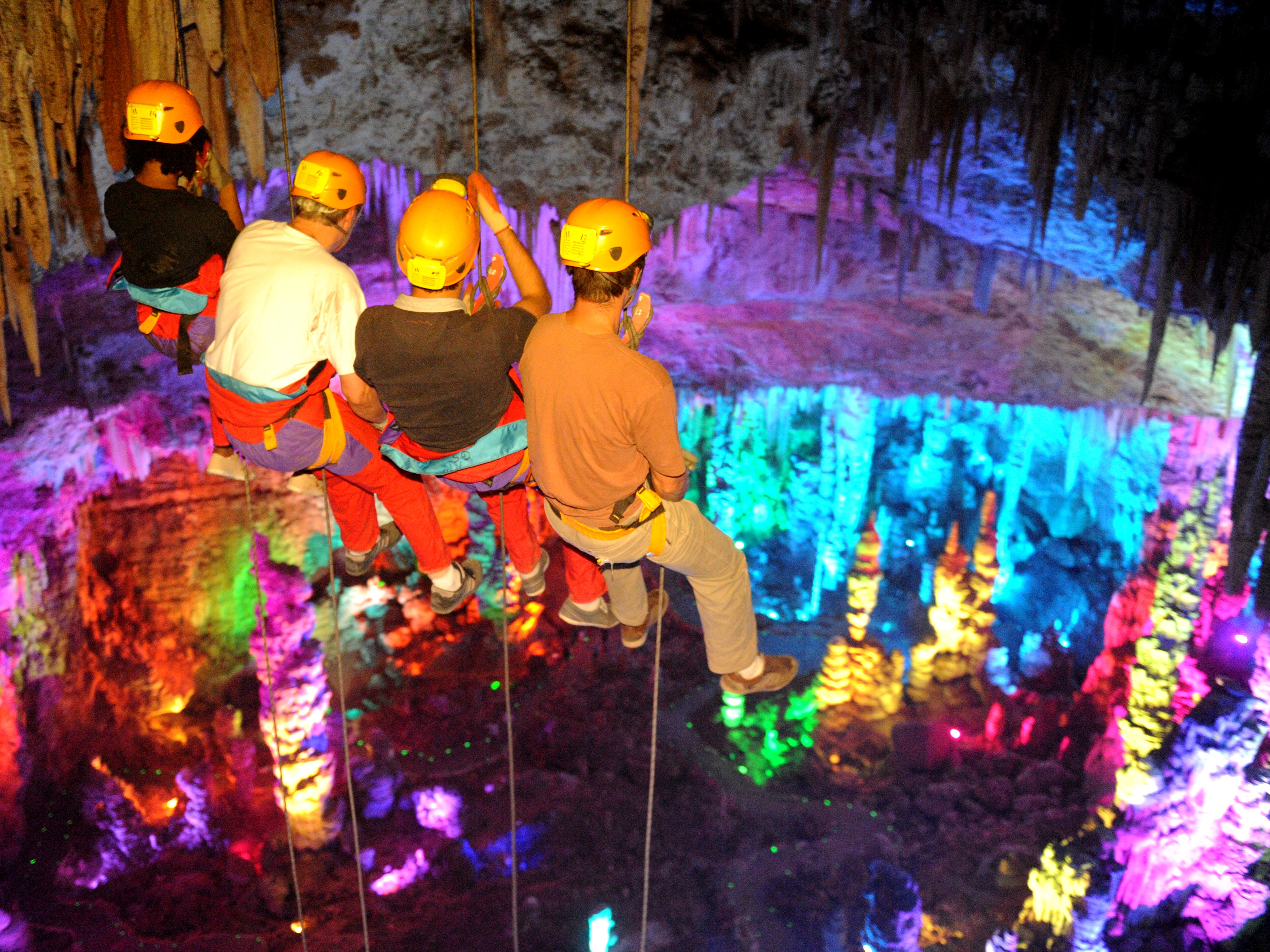
La découverte de la grotte par son plafond au cours d’un rappel collectif.

### Télévision
De nombreux reportages et fictions ont pour cadre la Grotte de la Salamandre :
- Capital 27 août 2019 - M6 ;
- Avril 2019 - Le Journal de 20H - TF1[21] ;
- Avril 2019 - Météo à la Carte - France 3 National[22] ;
- Tournage Joséphine Ange Gardien - TF1[23] ;
- Le Journal de 20H - TF1[24] ;
- Avril 2018 - Le 12/13 France 3 National[25] ;
- Les 50 ans de la découverte - France 3[26] ;
- L'inauguration de la Grotte - France 3 ;
- On n'est pas que des Cobayes - La Cinq[27] ;
- Le JT de 20H - France 2[28] ;
- "Vin" mille lieues sous terre - Via Occitanie[29] ;
- Bienvenue chez-vous - TF1 ;
- So France - D8 ;
- L'amour est dans le Pré - M6 ;
- 1er vol en aéroplume – TVSud[30] ;
- Équilibre musical - Un film de Daniel Penez.

### Vidéos
- Première exploration de l'Aven de la Salamandre en 1965[31].
- L'Aéroplume - Avril 2019 - Grotte de la Salamandre[32].
- Spéléoguides[33].
- Le rappel de la Grotte de la Salamandre[34].
- Grotte de la Salamandre[35].
- Balaphonik Sound System à la Grotte de la Salamandre[36].
- Concert de The Blaze dans la Grotte de la Salamandre[37].